# Callaway (Nebraska)
Callaway – wieś w Stanach Zjednoczonych, w stanie Nebraska, w hrabstwie Custer.